# Plamenomet

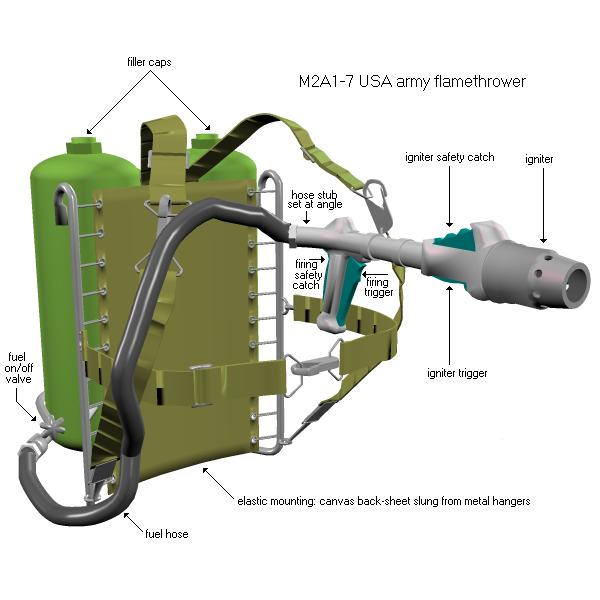
Schéma plamenometu

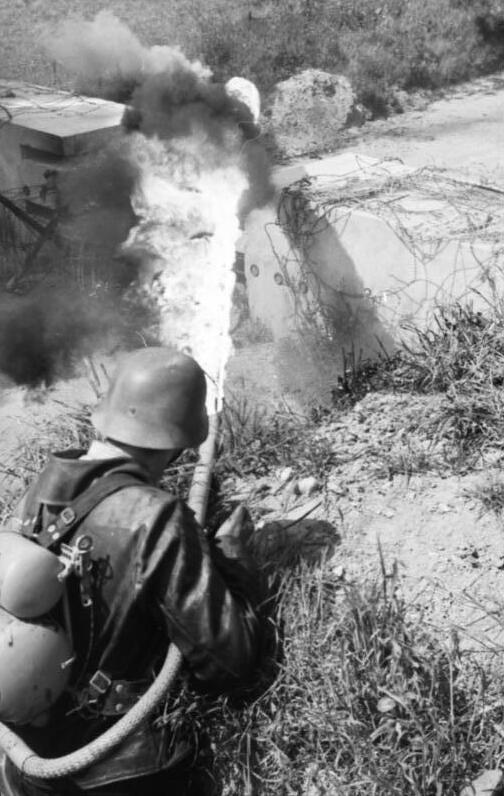
Německý voják v severní Francii

Plamenomet je zařízení vrhající určeným směrem proud hořící látky. Je to především zbraň, ale existují i jeho nevojenské aplikace, například vypalování porostů. Moderní vojenský plamenomet byl vynalezen v Německu v roce 1901, a byl široce užíván během válek 20. století. V moderní válce byl poprvé použit roku 1915 s velkými úspěchy. Podobné zbraně ale existovaly i dříve. První německý plamenomet byl vlastně jen vylepšením principu řeckého ohně. Ve válce se plamenomet používal zejména v boji proti zákopům, kulometným hnízdům a pevnůstkám. Plamenomety fungovaly tak, že se zápalná kapalina (nafta nebo benzín) vystřelovala tlakem inertního plynu, nejčastěji dusíku, nebo se pro každý zášleh užilo energie malé výbušné nálože. Dosah zbraně činil přibližně dvacet metrů.

## Plamenometné tanky
Plamenomety se v průběhu 2. sv. války připevňovaly na tanky nebo transportéry. Tyto tanky ale nebyly příliš používané, protože byly neúčinné proti tankům, daly se použít pouze proti pěchotě a to pouze na krátkou vzdálenost.
Příkladem může být Churchill Crocodile, britský plamenometný tank který se vylodil i v Normandii, ale akce se dočkal jen jednou. Dosah jeho plamenometu byl až na vzdálenost 72 m.
Dalším spojenecký plamenometný tank byl americký M4A3R3 Zippo, obdoba britského Churchila Crocodile.
Obdobnými německými plamenometnými tanky byly Panzerflammwagen III (Flammpanzer III), vzniklé přestavbou tanků PzKpfw III verze M.
Plamenometem byl v srpnu 1935 vybaven i italský tančík L3/33, nasazený během invaze do Etiopie.